# L'Isle joyeuse
L'Isle joyeuse (L'illa feliç) és una extensa peça per a piano de Claude Debussy composta el 1904. Segons Jim Samson (1977), la «relació central de l'obra és que el material està basat en l'escala de tons, el mode lidi i l'escala diatònica, sent el mode lidi un mediador eficaç entre les altres dues». Es tracta d'una obra amb característiques romàntiques, fomentada en la casa del mateix pianista, inspirada en l'obra Peregrinació a l'illa de Cítera d'Antoine Watteau (1717).

## Estructura

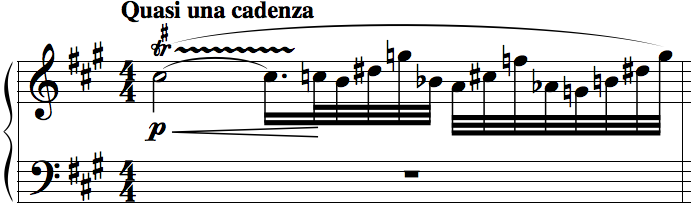
L'Isle joyeuse comença amb una cadenza atonal i cromàtica.

### Exposició, 1-98
La introducció crea un context de tons complets. Això canvia a una escala lidia en la, en els compassos 15-21, transicions, a través de l'addició d'un sol natural, fins a arribar al context de tons complets d'un nou motiu al compàs 21. Aquest context de l'escala lidia en la serveix com a transició del mode de tons complets en la a una escala major en la, amb declinacions ocasionals a l'escala lidia en re, del segon tema en el compàs 67.

### Part central, 99-159
L'altra transposició utilitza l'escala de tons complets, evitada en seccions externes, i proporciona més contrast harmònic

### Recapitulació, 160-final
El segon subjecte apareix en un pur la major, «l'últim objectiu tonal de la peça». Les codes inicials són «cada cop més fortes i animades fins que s'acosta el final». Acaba amb un fort trèmol i un acord en la major arpegiat d'agut a greu, colpejant el la més greu del piano marcadament.